# Cecilia de Roma
Cecilia de Roma, más conocida como santa Cecilia (en latín, Sancta Caecilia), según el Martyrologium hieronymianum, fue una noble romana, convertida al cristianismo y martirizada por su fe en una fecha no determinada, entre los años 180 y 230.
Los católicos celebran su memoria de manera obligatoria el 22 de noviembre, e incluyen su nombre en una de las plegarias eucarísticas de la misa —la plegaria eucarística I—. Los ortodoxos también la conmemoran en la misma fecha.
En la Iglesia católica, es patrona de la música, de los poetas, de los ciegos (junto con santa Lucía de Siracusa), de los municipios de Alfafara (Comunidad Valenciana, España), y Villalán de Campos (comunidad de Castilla y León) que tiene una iglesia Herrera de Valdecañas (provincia de Palencia), en dicha localidad también hay una iglesia consagrada a ella y de las ciudades de Albi (Francia), Omaha (Estados Unidos), Mar del Plata (Argentina) y del municipio de Estanzuela (Guatemala), entre otras.[cita requerida]
Sus atributos son el órgano, el laúd y las rosas.[cita requerida]
En honor a ella, un importante movimiento de renovación de la música sacra católica de finales del siglo XIX recibió el nombre de cecilianismo.[cita requerida]

## Referencias históricas

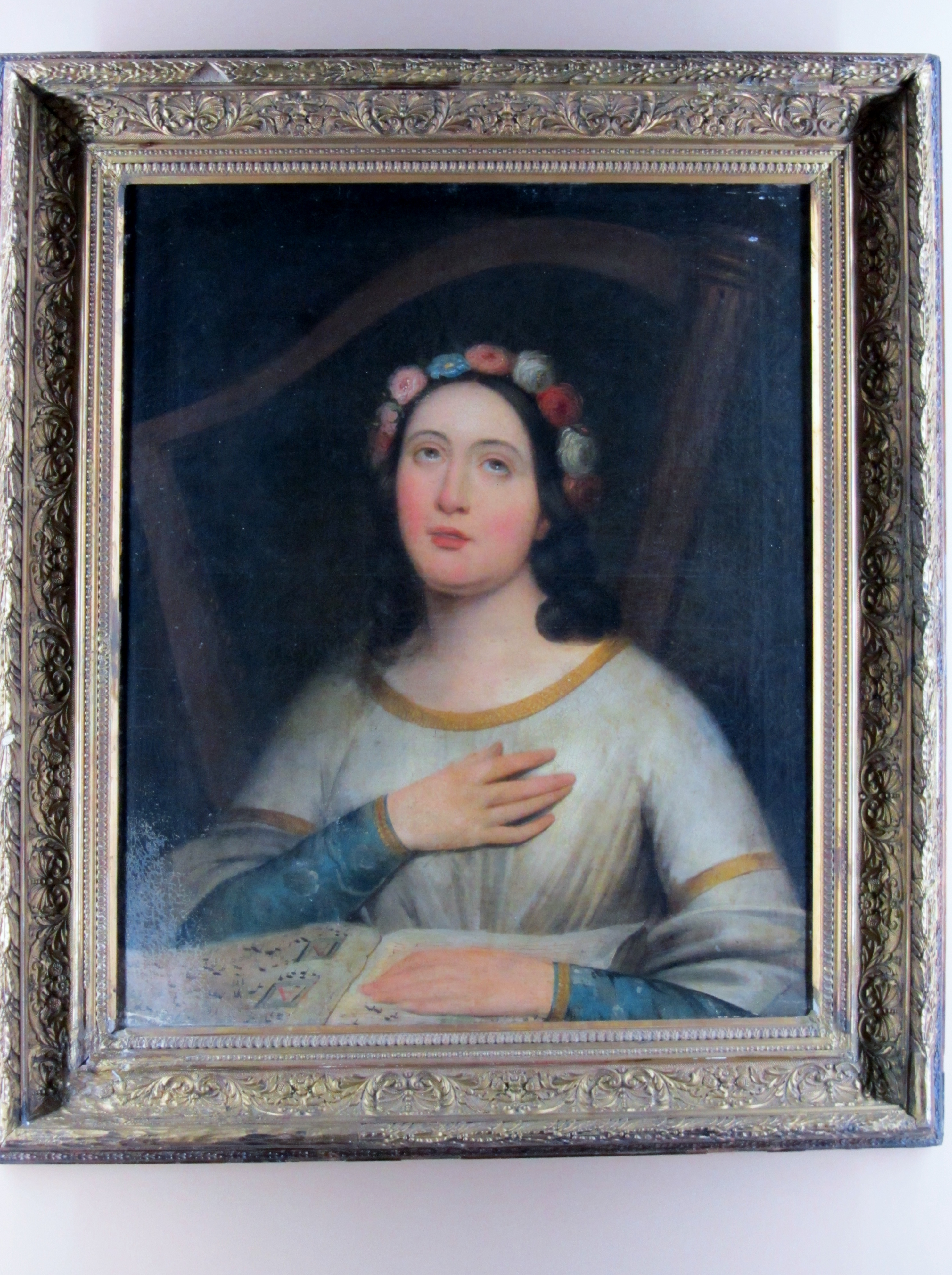
Santa Cecilia, de Raymond Monvoisin.

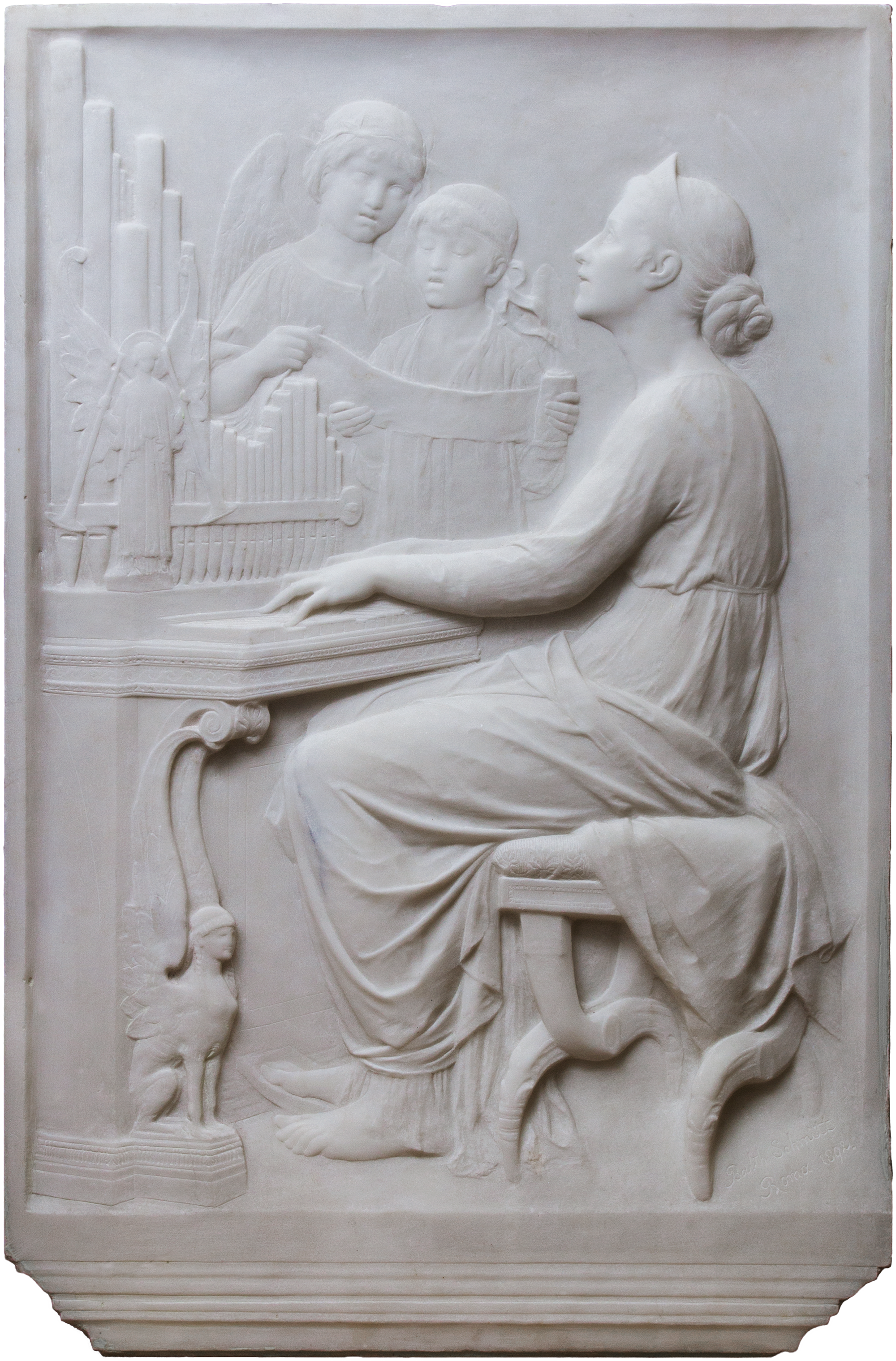
Relieve en mármol de la santa Cecilia de Roma. Balthasar Schmitt, Roma 1892

## Actas de santa Cecilia

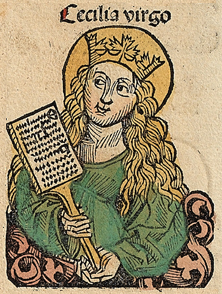
Virgen Cecilia, de Hartmann Schedel (1493) en las Crónicas de Núremberg.

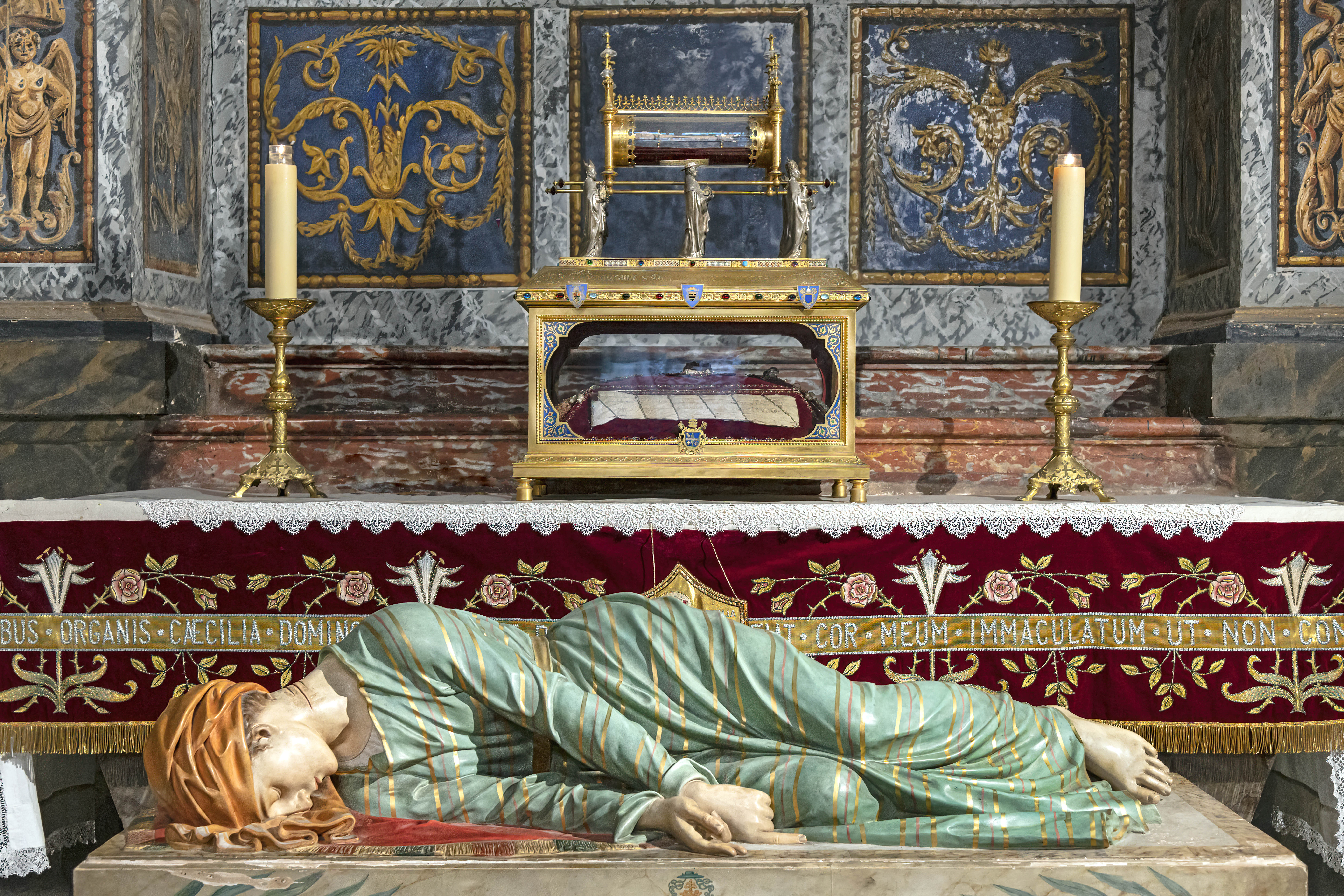
Estatua yacente de Cecilia en la catedral Sainte Cécile, en Albi (sur de Francia).

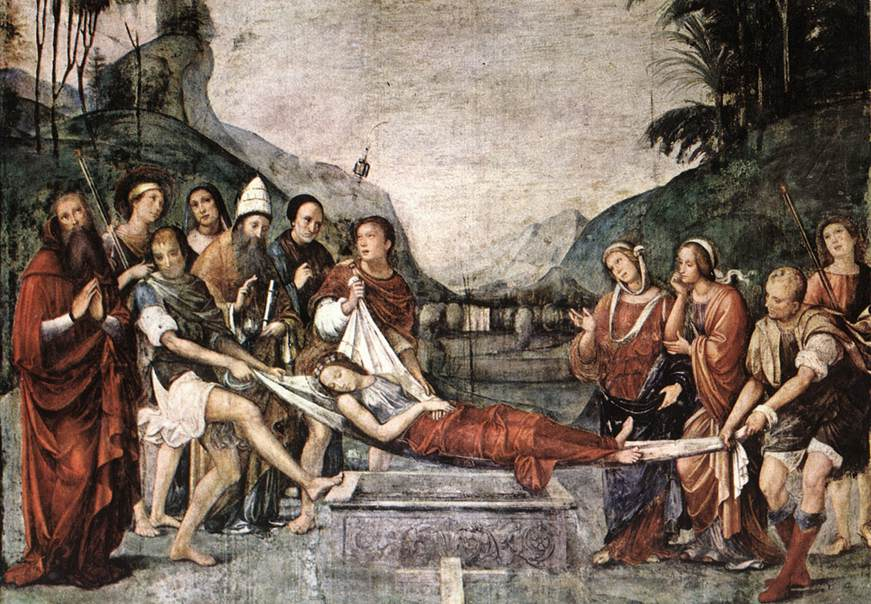
Enterramiento de santa Cecilia (1504-1506), del pintor boloñés Francesco Francia (1450-1517).

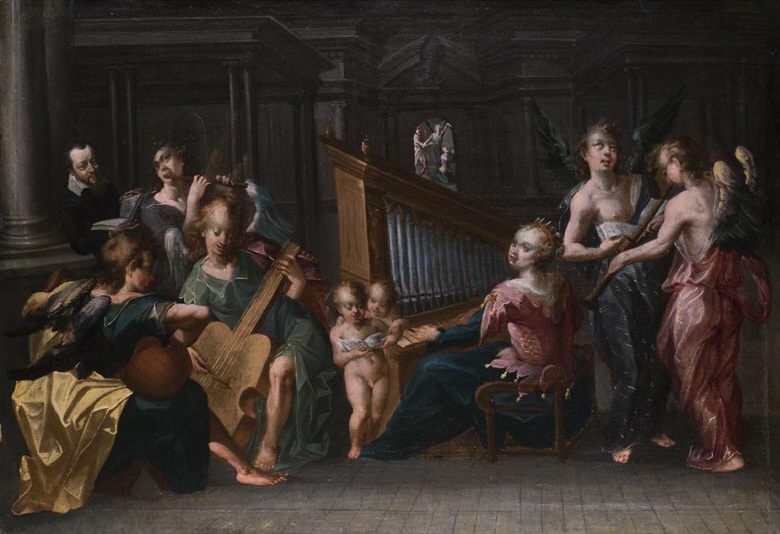
Santa Cecilia con un coro de ángeles, anónimo.

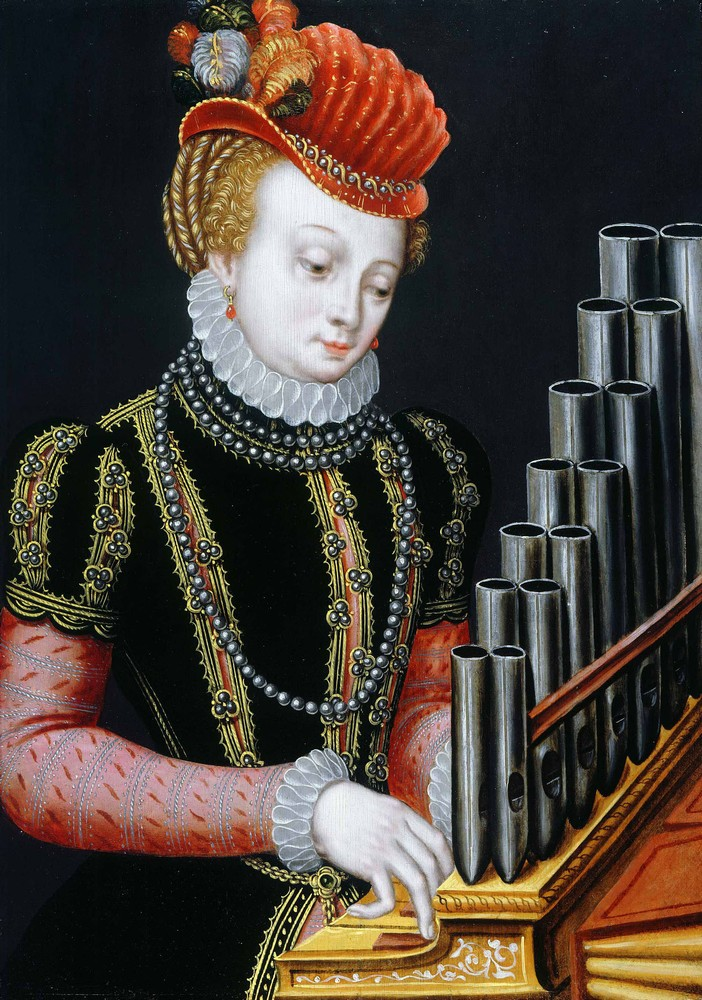
Santa Cecilia, de Ambrosius Benson (1495-1550), en la Weiss Gallery.

### Papa Gregorio XIII

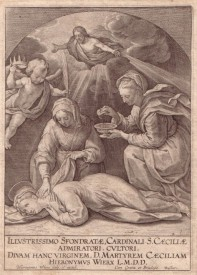
La Virgen recoge a santa Cecilia.

### Santa Cecilia y Florencia

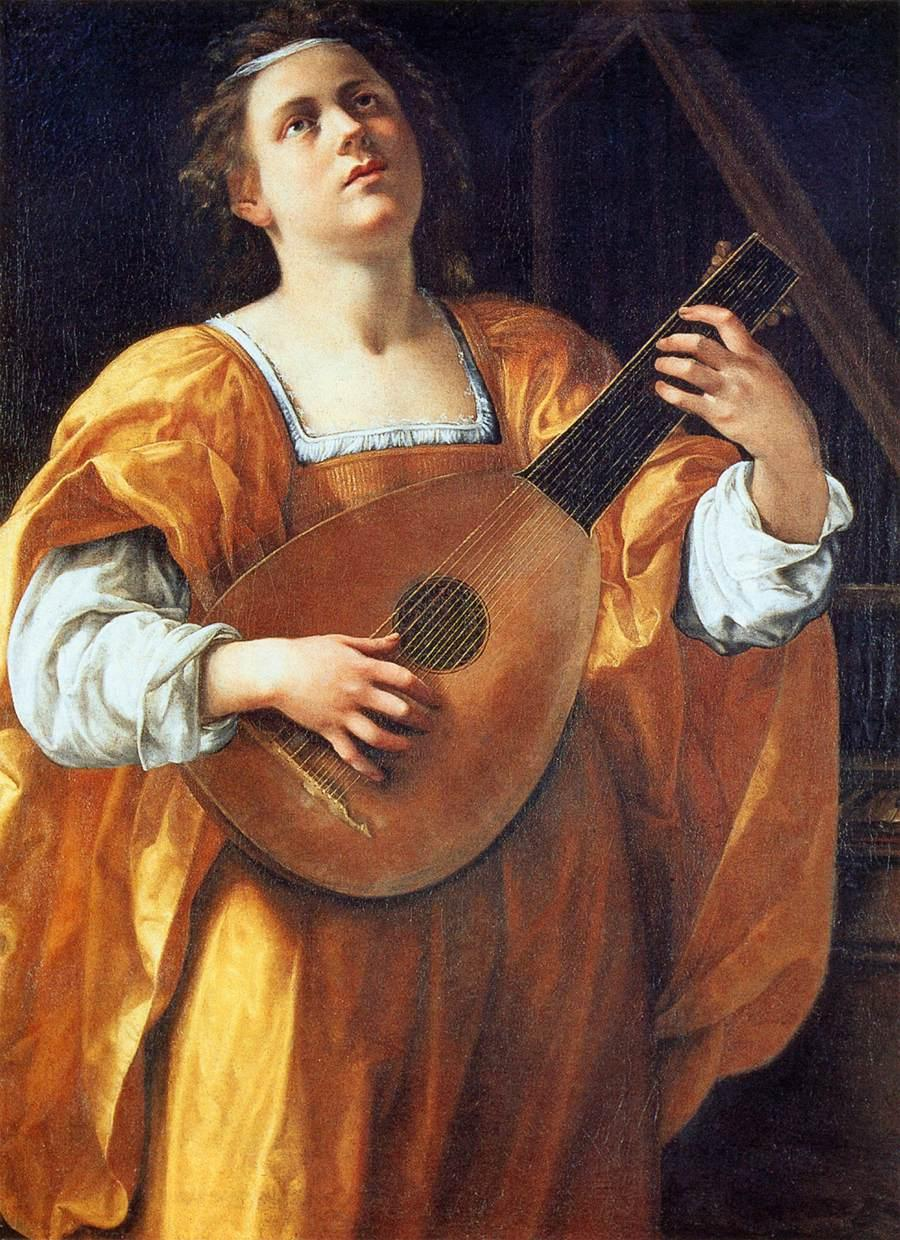
Santa Cecilia tocando el laúd (c. 1616), óleo sobre tela de Artemisia Gentileschi. Se conserva en la Galería Spada (Roma).

### En la literatura

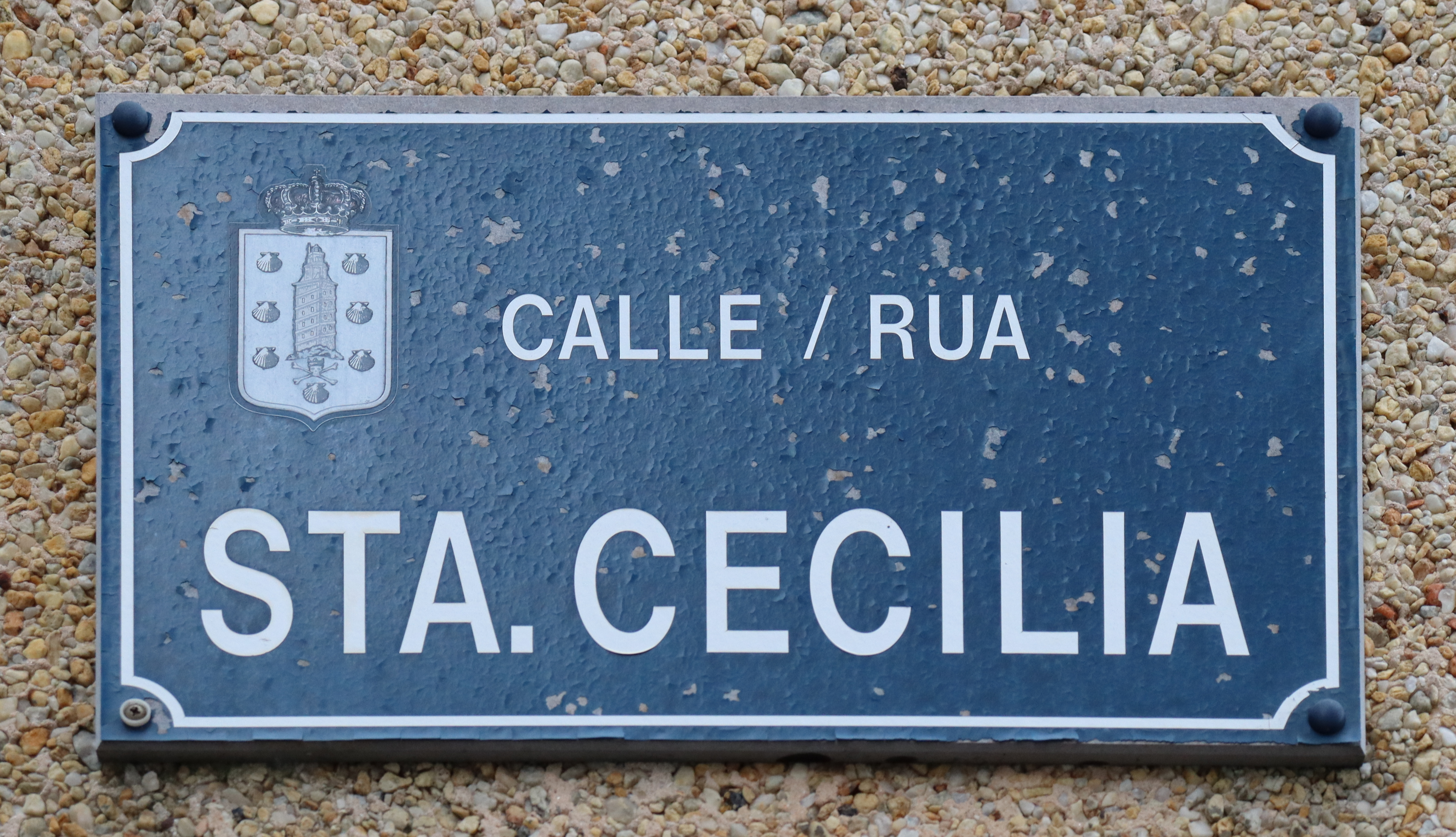
Calle Santa Cecilia en La Coruña, Galicia (España).

#### Benjamin Britten

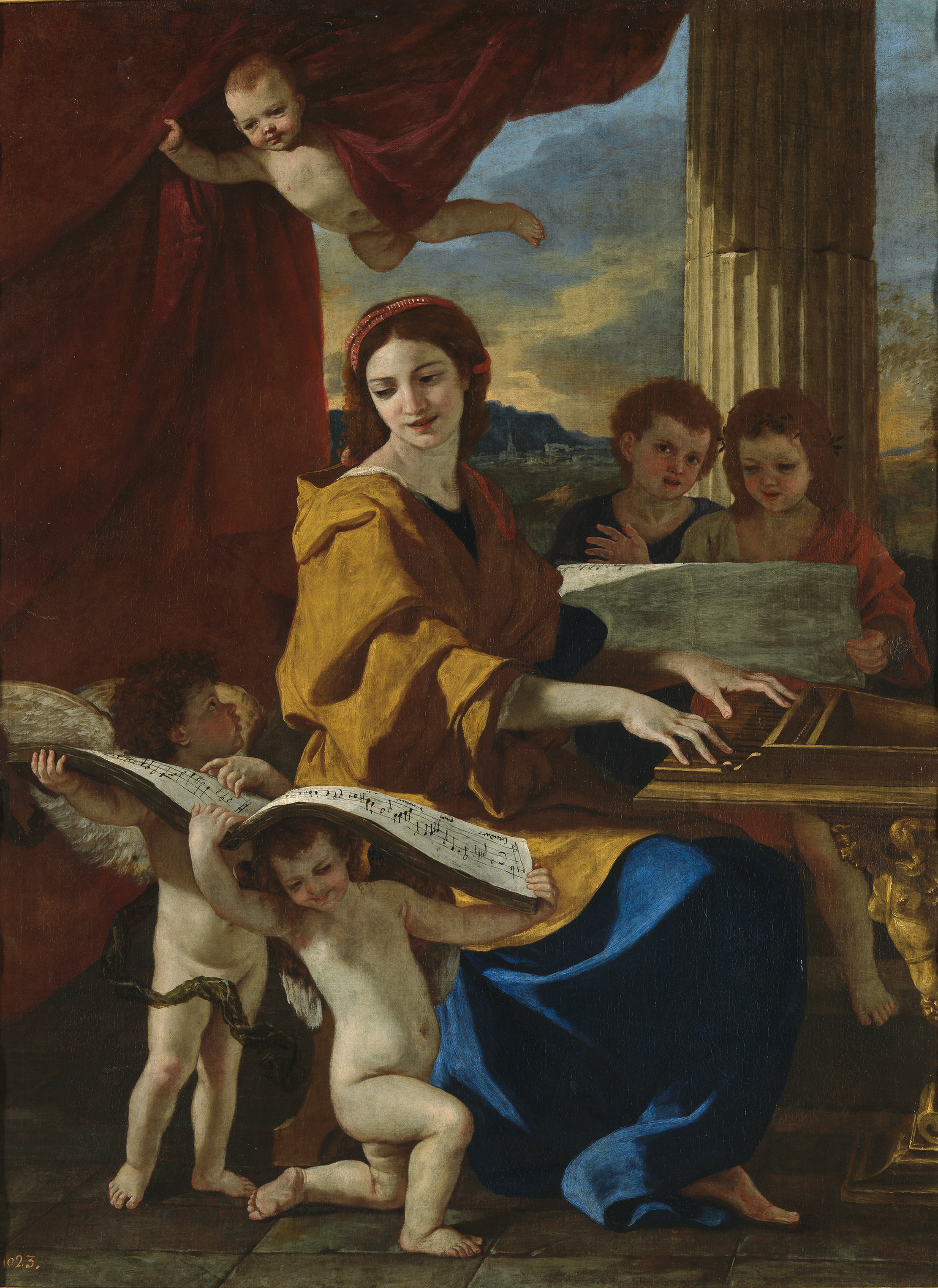
Nicolas Poussin - Santa Cecilia

#### Obras musicales dedicadas a santa Cecilia

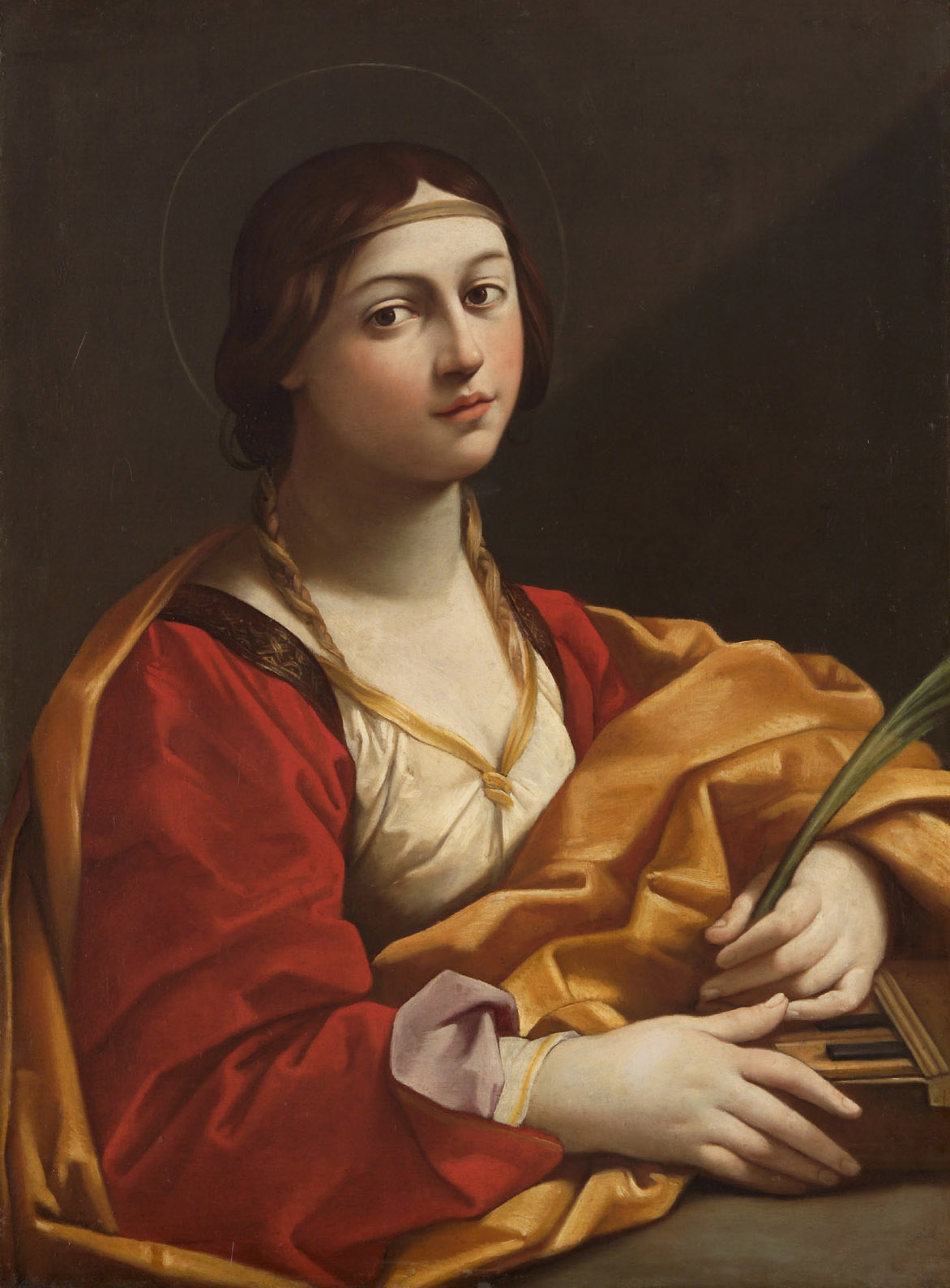
Guido Reni - Santa Cecilia

### En la pintura y escultura

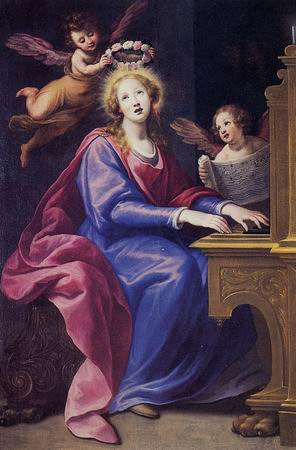
Santa Cecilia tocando el órgano, cuadro de Matteo Rosselli (1620).

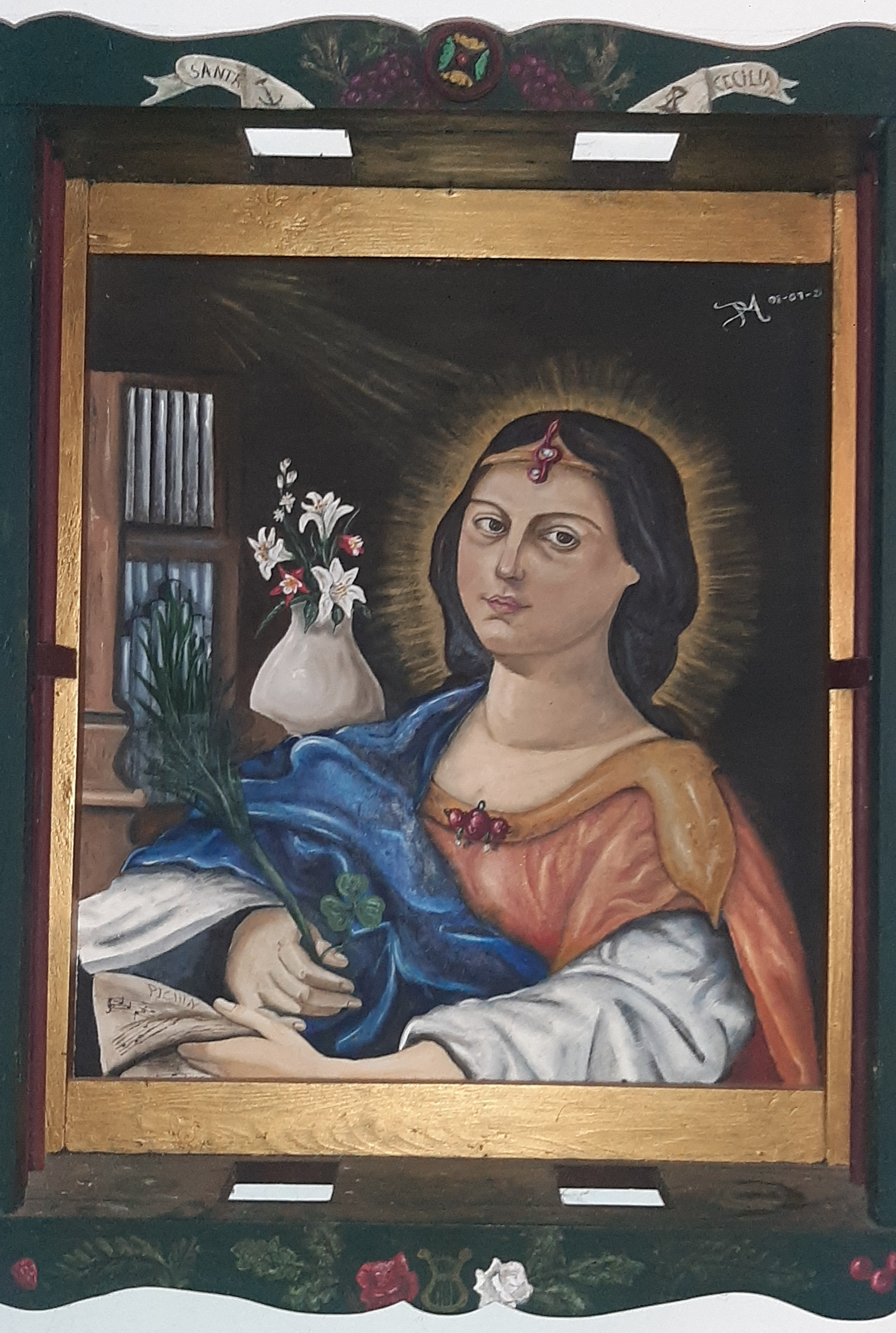
Santa Cecilia sedente, de Maximiliano Acosta (El Hatillo Venezuela, 2021)